# Comuna Oleksandrivka, Dobrovelîcikivka
Oleksandrivka (în ucraineană Олександрівка) este o comună în raionul Dobrovelîcikivka, regiunea Kirovohrad, Ucraina, formată din satele Bohodarivka și Oleksandrivka (reședința).

## Demografie
Componența lingvistică a comunei Oleksandrivka
     Ucraineană (95,76%)
     Rusă (3,39%)
     Alte limbi (0,7%)
Conform recensământului din 2001, majoritatea populației comunei Oleksandrivka era vorbitoare de ucraineană (95,76%), existând în minoritate și vorbitori de rusă (3,39%).